# Zschopau
Zschopau je grad u njemačkoj pokrajini Saskoj, nalazi se na obje obale rijeke Zschopau, 14 km južnoistočno od Chemnitza. Grad pripada okrugu Erzgebirgskreis. Grad ima oko 10.470 stanovnika (2009.). Zschopau ima župnu crkvu posvećenu sv. Martinu, gradsku vijećnicuu i dvorac (Schloss Wildeck), čija je gradnja započela u 12. stoljeću.
Zschopau je poznat po svojoj motociklističkoj industriji, posebno brandovi MZ i MZ Motorrad-und Zweiradwerk GmbH, te tvornici igračaka VEB Plasticart osnovanoj 1958 godine.

## Gradovi partneri
- Louny, Češka (od 1972.)
- Neckarsulm, Njemačka (od 1990.)
- Veneux-Les Sablons, Francuska (od 2010.)

## Vanjske poveznice
|  | Zajednički poslužitelj ima još gradiva o temi Zschopau |

- Službene stranice